# Henriëtte Pessers
Henriëtte Pessers (1899-1986) foi uma artista holandesa que pintou no estilo expressionista.

## Biografia
Pessers nasceu no dia 3 de janeiro de 1899 em Tilburg e frequentou a Académie Royale des Beaux-Arts em Bruxelas. Os seus professores incluíram Gustave De Smet, Jan van Delft, Antoon Derkinderen, Gerard Jacobs, Constant Permeke, Henri Van Haelen e Albert Verschuuren.⁣ O seu trabalho foi incluído na exposição e venda de 1939 Onze Kunst van Heden (A Nossa Arte de Hoje) no Rijksmuseum em Amsterdão. Em 1941 ela casou-se com PMC Jansen.
Pessers faleceu no dia 22 de maio de 1986 em Heeze. O seu trabalho encontra-se no Museu Noordbrabants e no Van Abbemuseum.

## Lista de pinturas
| Título                        | Data      | Material          | Coleção                                               | Descrição                                                                                                  |
| ----------------------------- | --------- | ----------------- | ----------------------------------------------------- | --- |
| Stilleven met cineraria's     | 1930      |                   | Noordbrabants Museum                                  | http://collectie.hetnoordbrabantsmuseum.nl/Details/collect/1029                                            |
| Landschap in Vlaanderen       | 1936      |                   | Noordbrabants Museum                                  | http://collectie.hetnoordbrabantsmuseum.nl/Details/collect/1030                                            |
| Boerenechtpaar uit Oirschot   |           |                   | Noordbrabants Museum                                  | http://collectie.hetnoordbrabantsmuseum.nl/Details/collect/1136                                            |
| Portret van mevrouw Knuvelder | 1935      |                   | Noordbrabants Museum                                  | http://collectie.hetnoordbrabantsmuseum.nl/Details/collect/20117                                           |
| Stadsgezicht                  | 1940      |                   | Noordbrabants Museum                                  | http://collectie.hetnoordbrabantsmuseum.nl/Details/collect/22359                                           |
| Zonnebloemen                  | século XX | tinta a óleo tela | Rijksdienst voor het Cultureel Erfgoed kunstcollectie | |
| Begonia's                     | 1933      | tinta a óleo tela | Van Abbemuseum                                        | https://vanabbemuseum.nl/collectie/details/collectie/?no_cache=1&lookup%5B41%5D%5Bfilter%5D%5B0%5D=id:C724 |